# Hyden
Hyden és una població dels Estats Units a l'estat de Kentucky. Segons el cens del 2000 tenia 204 habitants.

## Demografia
Segons el cens del 2000, Hyden tenia 204 habitants, 95 habitatges, i 58 famílies. La densitat de població era de 98,5 habitants/km².
Dels 95 habitatges en un 18,9% hi vivien nens de menys de 18 anys, en un 41,1% hi vivien parelles casades, en un 15,8% dones solteres, i en un 38,9% no eren unitats familiars. En el 36,8% dels habitatges hi vivien persones soles el 21,1% de les quals corresponia a persones de 65 anys o més que vivien soles. El nombre mitjà de persones vivint en cada habitatge era de 2,07 i el nombre mitjà de persones que vivien en cada família era de 2,69.
Per edats la població es repartia de la següent manera: un 15,7% tenia menys de 18 anys, un 10,3% entre 18 i 24, un 20,6% entre 25 i 44, un 27,9% de 45 a 60 i un 25,5% 65 anys o més.
L'edat mediana era de 48 anys. Per cada 100 dones de 18 o més anys hi havia 68,6 homes.
La renda mediana per habitatge era de 26.429 $ i la renda mediana per família de 32.500 $. Els homes tenien una renda mediana de 24.792 $ mentre que les dones 31.250 $. La renda per capita de la població era de 13.966 $. Entorn del 3,2% de les famílies i el 10,5% de la població estaven per davall del llindar de pobresa.

## Poblacions més properes
El següent diagrama mostra les poblacions més properes.